# O Chamado do Senhor das Hostes
O Chamado do Senhor das Hostes é uma coleção de Epístolas de Bahá'u'lláh, fundador da Fé Bahá'í, na qual se dirige aos reis e autoridades do mundo durante seu exílio em Adrianópolis e alguns anos antes de seu exílio à cidade-prisão de Akká em 1868. Bahá'u'lláh clama ser Ele o Prometido de todas as religiões, de todas as eras e chama os líderes do Oriente e Ocidente a reconhecê-Lo. O Chamado do Senhor das Hostes é dividido em cinco epístolas distintas desde material.